# Acord del Plaza
L'Acord del Plaza va ser un acord conjunt, signat el 22 de setembre de 1985, a l'hotel Plaza de Ciutat de Nova York, entre França, Alemanya Occidental, Japó, Estats Units i Regne Unit, per depreciar el dòlar estatunidenc en relació amb el ien japonès i el marc alemany mitjançant la intervenció en els mercats de divises. El dòlar estatunidenc es va depreciar significativament des del moment de l'acord fins que va ser substituït per l'Acord del Louvre el 1987. El seu principal objectiu era proporcionar una major competitivitat de les exportacions nord-americanes i europees, en relació amb les exportacions japoneses, mitjançant el control de la moneda.

## Antecedents
Del 1980 al 1985, el dòlar s'havia apreciat al voltant del 50% enfront del ien japonès, el marc alemany, el franc francès i la lliura britànica, les divises de les quatre economies més importants de l'època. Al març de 1985, just abans del G7, el dòlar va assolir la màxima diferència de valoració respecte a la lliura britànica, una valoració que romandria sense superar durant més de 30 anys. Això va causar considerables dificultats per a la indústria estatunidenca, però al principi el govern va ignorar la seva pressió. El sector financer va poder beneficiar-se de l'augment del dòlar i una depreciació hauria anat en contra dels plans de l'administració de Ronald Reagan per a reduir la inflació. Una àmplia aliança de fabricants, proveïdors de serveis i agricultors va respondre fent una campanya cada vegada més destacada demanant protecció contra la competència estrangera.
Entre els principals actors es trobaven els exportadors de cereals, la indústria automobilística, fabricants pesants com Caterpillar Inc., així com empreses d'alta tecnologia com IBM i Motorola. El 1985, la seva campanya havia adquirit la força suficient perquè el Congrés dels Estats Units comencés a plantejar-se aprovar lleis proteccionistes. La perspectiva de restriccions comercials va impulsar la Casa Blanca a iniciar les negociacions que van conduir a l'Acord del Plaza.
La devaluació es va justificar per reduir el dèficit de compte corrent dels Estats Units, que havia assolit el 3,5% del PIB, i per ajudar l'economia estatunidenca a sortir d'una greu recessió que va començar a principis dels anys vuitanta. El sistema de la Reserva Federal dels Estats Units dirigit per Paul Volcker havia aturat la crisi de l'estagflació de la dècada de 1970 en augmentar els tipus d'interès. L'augment d'aquest va controlar suficientment la política monetària interna i va evitar la inflació. El 1975, el president dels EUA Richard Nixon va convèncer amb èxit a diversos països de l'OPEP que comercialitzessin petroli només en dòlars estatunidencs i, a canvi, els EUA els donarien suport militar regional. Aquesta infusió sobtada de demanda internacional de dòlars va donar al dòlar estatunidenc la infusió que necessitava durant la crisi de l'estagflació. No obstant això, un dòlar fort és una arma de doble tall, que indueix el dilema Triffin, que, per una banda, donava més poder de despesa als consumidors nacionals, a les empreses i al govern dels EUA, però per l'altra dificultaria les exportacions fins al valor del dòlar reequilibrat. La indústria automobilística dels Estats Units no es va poder recuperar.

## Efectes
La devaluació va fer que les exportacions estatunidenques fossin més barates de comprar per als seus socis comercials, cosa que al seu torn suposadament significava que altres països comprarien més béns i serveis de fabricació estatunidenca. L'acord no va ajudar a reduir el dèficit comercial entre els Estats Units i el Japó, però sí que va reduir el dèficit dels Estats Units amb altres països fent que les seves exportacions fossin més competitives. En aquest sentit, la marea d'inversions al Sud-est Asiàtic va augmentar molt ràpidament i va anar generant una bombolla de liquiditat acumulada. Quan, posteriorment, va esclatar a finals dels anys 1900, va provocar la fugida massiva de capital estranger i l'enfonsament d'aquestes economies.
El valor del tipus de canvi del dòlar enfront del ien va disminuir en més d'un 50% del 1985 al 1987. La major part d'aquesta devaluació es va deure als 10.000 milions de dòlars gastats pels bancs centrals participants. L'especulació monetària va fer que el dòlar continués la seva caiguda després del final de les intervencions coordinades. A diferència d'algunes crisis financeres similars, com la crisi financera mexicana i argentina del 1994 i del 2001, respectivament, es va planificar aquesta devaluació, feta de manera ordenada i en gran part anunciat prèviament. Va contribuir al Black Monday de 1987, tot i que la caiguda del dòlar en el període previ a la caiguda borsària també es va atribuir al gran pressupost federal i als dèficits comercials als EUA. L'acord monetari del Plaza va tenir èxit en la reducció del dèficit comercial dels Estats Units amb les economies d'Europa Occidental, però en gran part no va complir el seu objectiu principal de pal·liar el dèficit comercial amb el Japó. Aquest dèficit es va deure a unes condicions estructurals insensibles a la política monetària, concretament a les condicions comercials. Els productes manufacturats dels Estats Units es van tornar més competitius en el mercat d'exportacions, però encara eren en gran part incapaços de tenir èxit al mercat intern japonès a causa de les restriccions estructurals del Japó a les importacions. L'Acord del Louvre es va signar el 1987 per aturar la contínua caiguda del dòlar estatunidenc.
La signatura de l'Acord del Plaza va ser significativa, ja que reflectia l'aparició del Japó com a actor real en la gestió del sistema monetari internacional. No obstant això, els efectes recessius del ien reforçat a l'economia japonesa dependent de les exportacions van crear un incentiu per a les polítiques monetàries expansives que van conduir a la bombolla japonesa dels preus dels actius a finals de la dècada de 1980. El Banc del Japó va injectar grans quantitats de liquiditat al sistema keiretsu, fet que va provocar la major acumulació d'excés de liquiditat de la història del país. Col·lateralment, aquest incentiu va suposar l'aparició d'una gran activitat especuladora al sector immobiliari nipó. Quan, a principis de la dècada de 1990 es va voler punxar la bombolla immobiliària amb un augment dels tipus d'interès, els preus dels habitatges i locals comercials va caure en picat. A nivell creditici va comportar que milers d'entitats bancàries es van quedar amb comptes de crèdit que ningú podia tornar. D'aquesta manera, l'Acord del Plaza va esdevenir el culpable a la bombolla de preus del Japó, com a avantsala d'un període prolongat de deflació i baix creixement conegut com la Dècada perduda, que encara té efectes molt sentits al Japó modern.